# Voyage au bout de la France
Voyage au bout de la France, sous-titré Le Front National tel qu'il est, est un essai de Claude Askolovitch publié le 5 mai 1999 aux éditions Grasset et ayant obtenu le premier prix Décembre, la même année après la scission du prix Novembre l'année précédente.

## Résumé
Alors journaliste à l'hebdomadaire Marianne, Claude Askolovitch fait le récit de ses trois années passées à suivre le Front national et ses militants.

## Accueil de la critique
Pour Libération sous la plume de Renaud Dély, ce livre renouvèle le « genre des écrits consacrés à l'extrême droite, son livre n'est pas une enquête à proprement parler mais une galerie de portraits incisifs peints au gré de ses rencontres avec tout ce que le FN compte de militants de base paumés, de cadres avides de normalité, de dirigeants en quête de pouvoir ».

## Éditions
- Éditions Grasset, 1999  (ISBN 9782246519218)[6].